# Cases a la riera de la Torre, 16-20 (Canet de Mar)
Les Cases a la riera de la Torre, 16-20 és un conjunt amb elements neoclàssics de Canet de Mar (Maresme) protegida com a Bé Cultural d'Interès Local.

## Descripció
Edificis grans, de planta baixa i dos pisos, amb un pati anterior i una eixida posterior. Composició de façana clàssica, amb balcons als dos pisos i finestra i porta a la planta baixa. La del mig és més senzilla, només té balcó al primer pis i unes finestres petites al segon.
Acabaments amb baranes de pedra.

## Història
Són vivendes unifamiliars, una d'elles reconvertida en pensió.